# Santa Clara (Jujuy)
Santa Clara ist die Hauptstadt des Departamentos Santa Bárbara in der Provinz Jujuy im Nordwesten Argentiniens. Der Ort liegt in den Yungas am östlichen Rand der Provinz auf einer Höhe von 507 m. Mit 4883 Einwohnern ist es der bevölkerungsreichste Ort des Departamentos Santa Bárbara. Santa Clara wurde am 5. Dezember 1920 gegründet.

## Wirtschaft

### Tourismus
Ein viel besuchter Ort sind die Thermalquellen von El Palmar (Termas de El Palmar). Sie liegen 127 Kilometer von der Provinzhauptstadt San Salvador de Jujuy entfernt auf der westlichen Seite des Cerro Santa Bárbara auf einer Höhe von 825 Metern. Sie sind nach acht Kilometern über die Ruta Provincial 1 hinter dem Ort El Piquete erreichbar. Die Thermen sind in ein tropisches Urwald- und Fels-Ambiente eingebettet. Die Wassertemperaturen liegen zwischen 22 und 49 Grad Celsius.